# Desa Jenggolo (administrativ by i Indonesien, lat -6,84, long 111,99)
Desa Jenggolo är en administrativ by i Indonesien.   Den ligger i provinsen Jawa Timur, i den västra delen av landet, 600 km öster om huvudstaden Jakarta.